# Maison Hobbit
Pour les articles homonymes, voir Maison (homonymie) et Hobbit (homonymie).

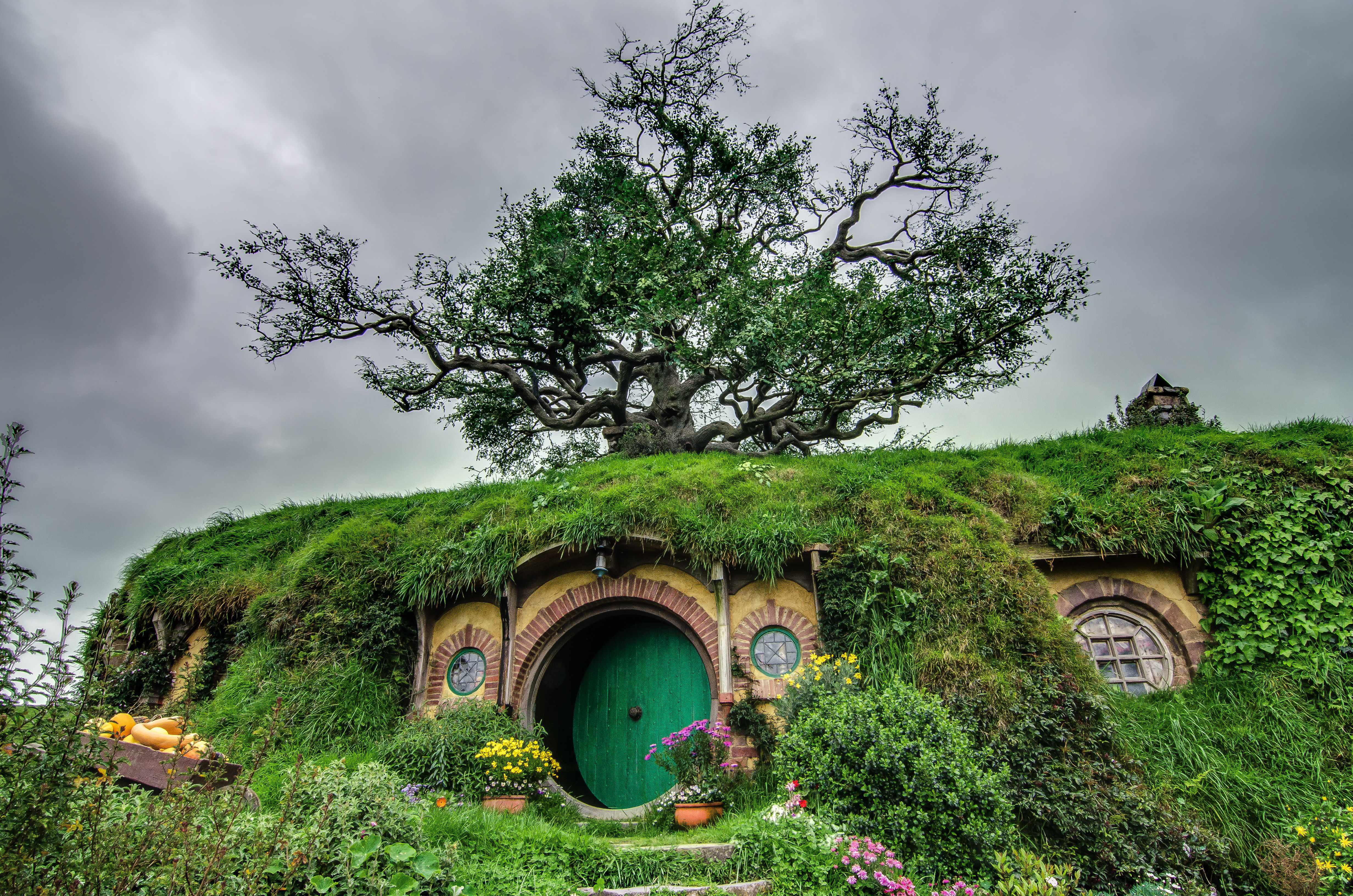
Cul-de-Sac (Terre du Milieu), célèbre maison Hobbit de Bilbon et Frodon, sur la colline au nord de Hobbiteville, des romans et nombreuses adaptations Le Hobbit et Le Seigneur des anneaux de J. R. R. Tolkien.

Une maison Hobbit  (Smial) est une forme d'architecture vernaculaire traditionnelle, du peuple Hobbit, du monde imaginaire de la Terre du Milieu, du légendaire de Tolkien, de la série de romans et nombreuses adaptations Le Hobbit de 1937, et Le Seigneur des anneaux de 1954-55, du romancier britannique J. R. R. Tolkien (1892-1973).

## Historique
Les maisons des Hobbites sont inspirées de constructions ancestrales de type terriers animal, habitat troglodytique, anciens villages Vikings scandinave de l'Âge des Vikings, et maison organique, nichées et intégrées à fleur de terre dans des environnements de nature sauvage, enchanteresse, et féerique... 

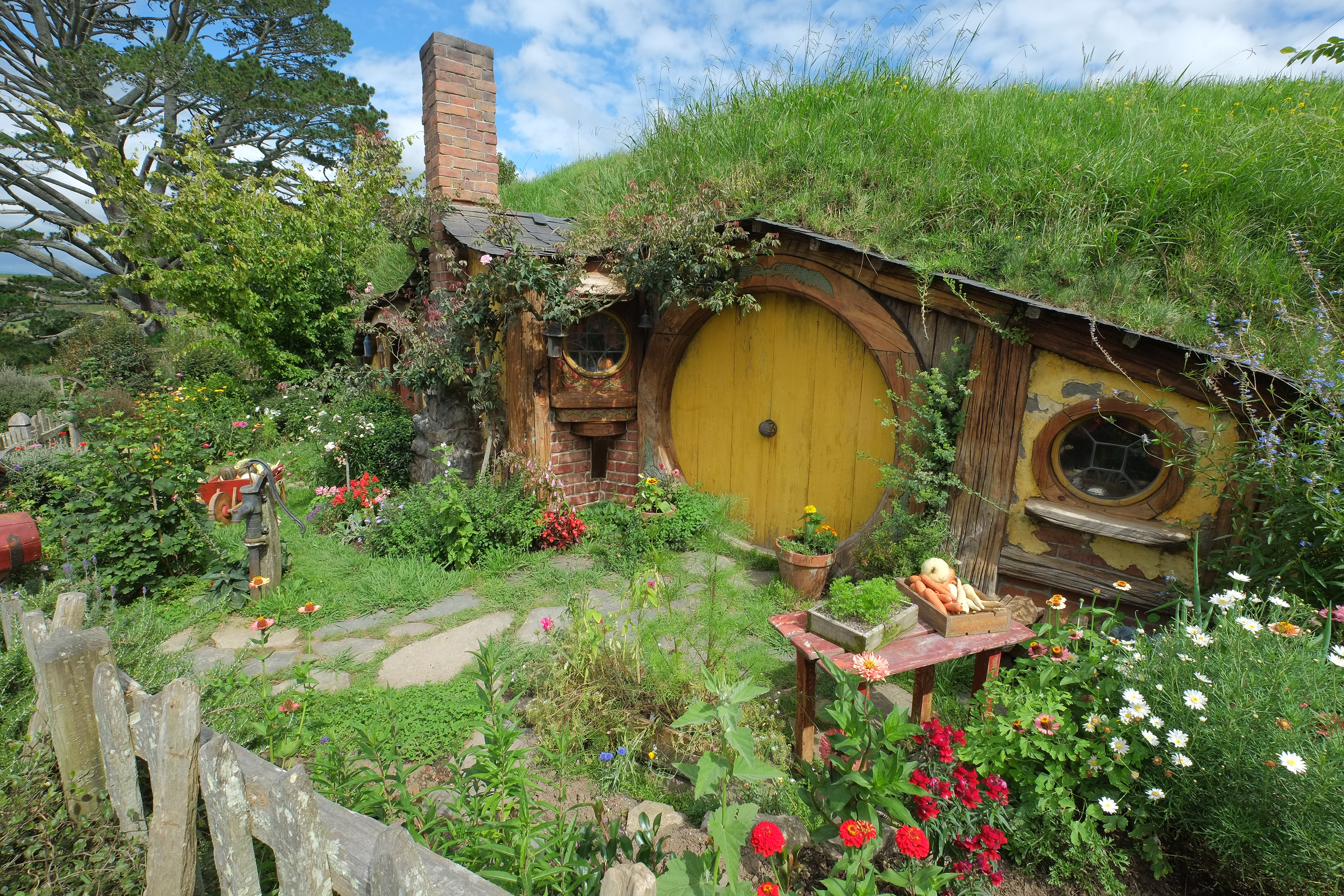
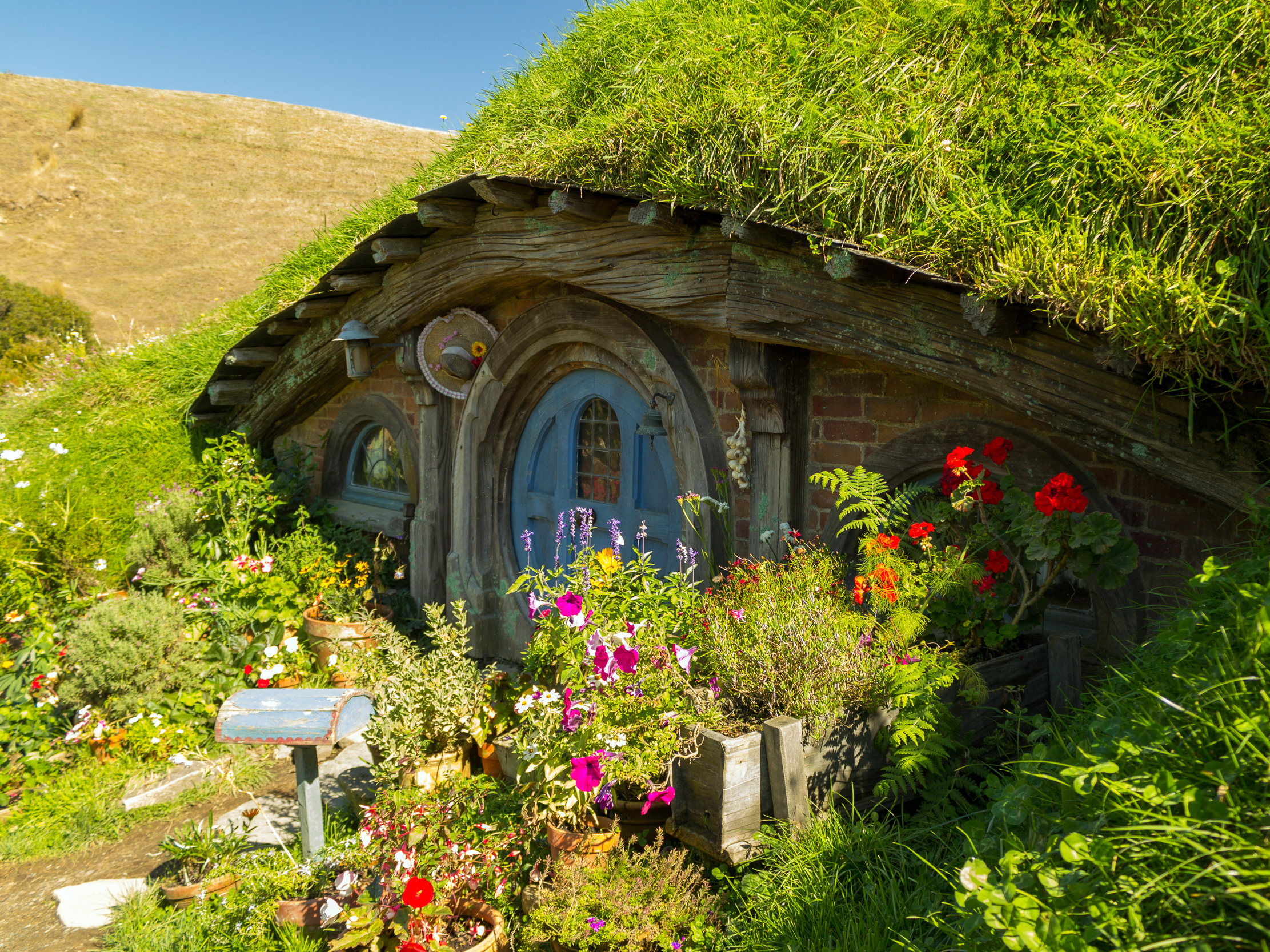
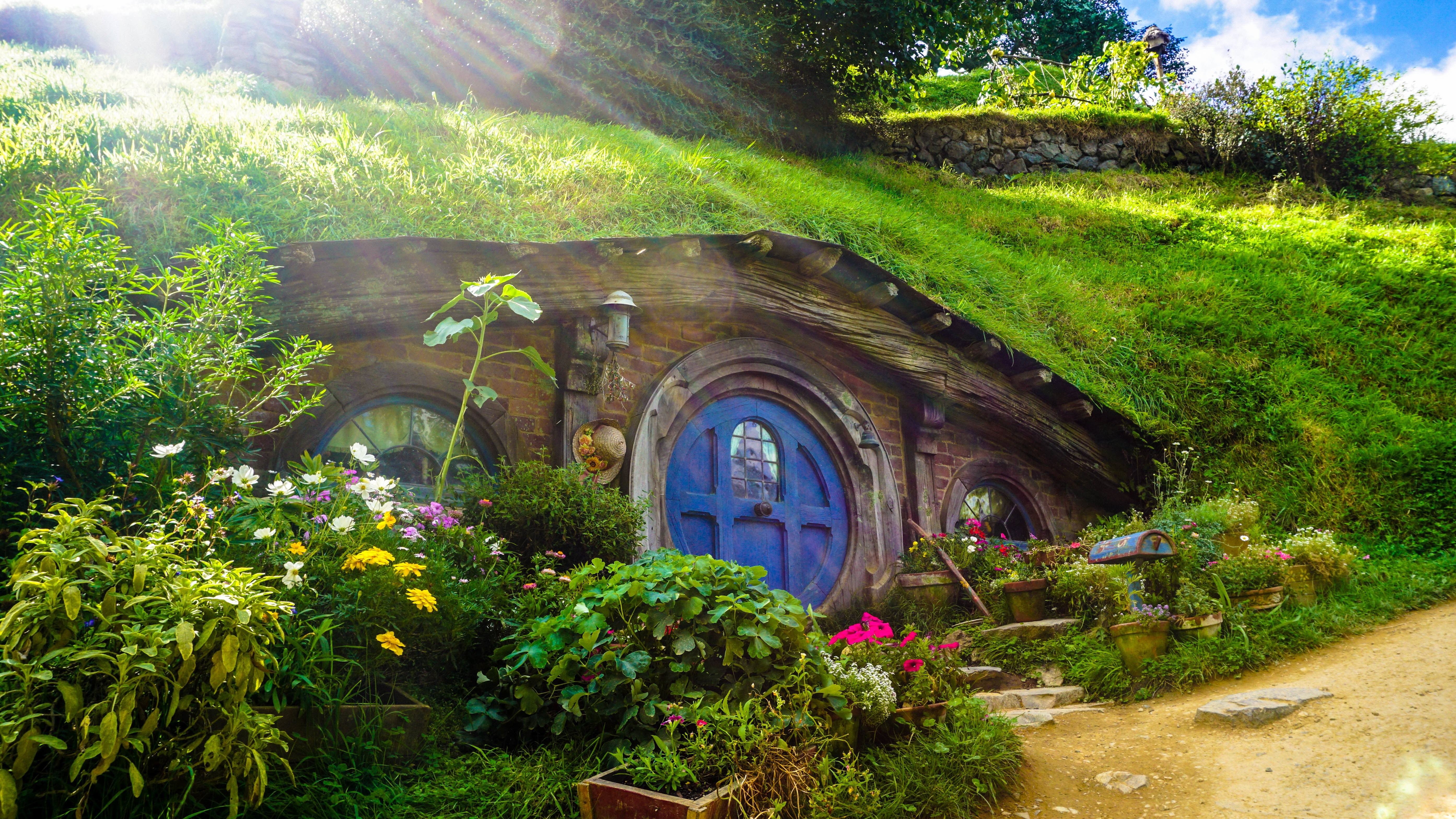
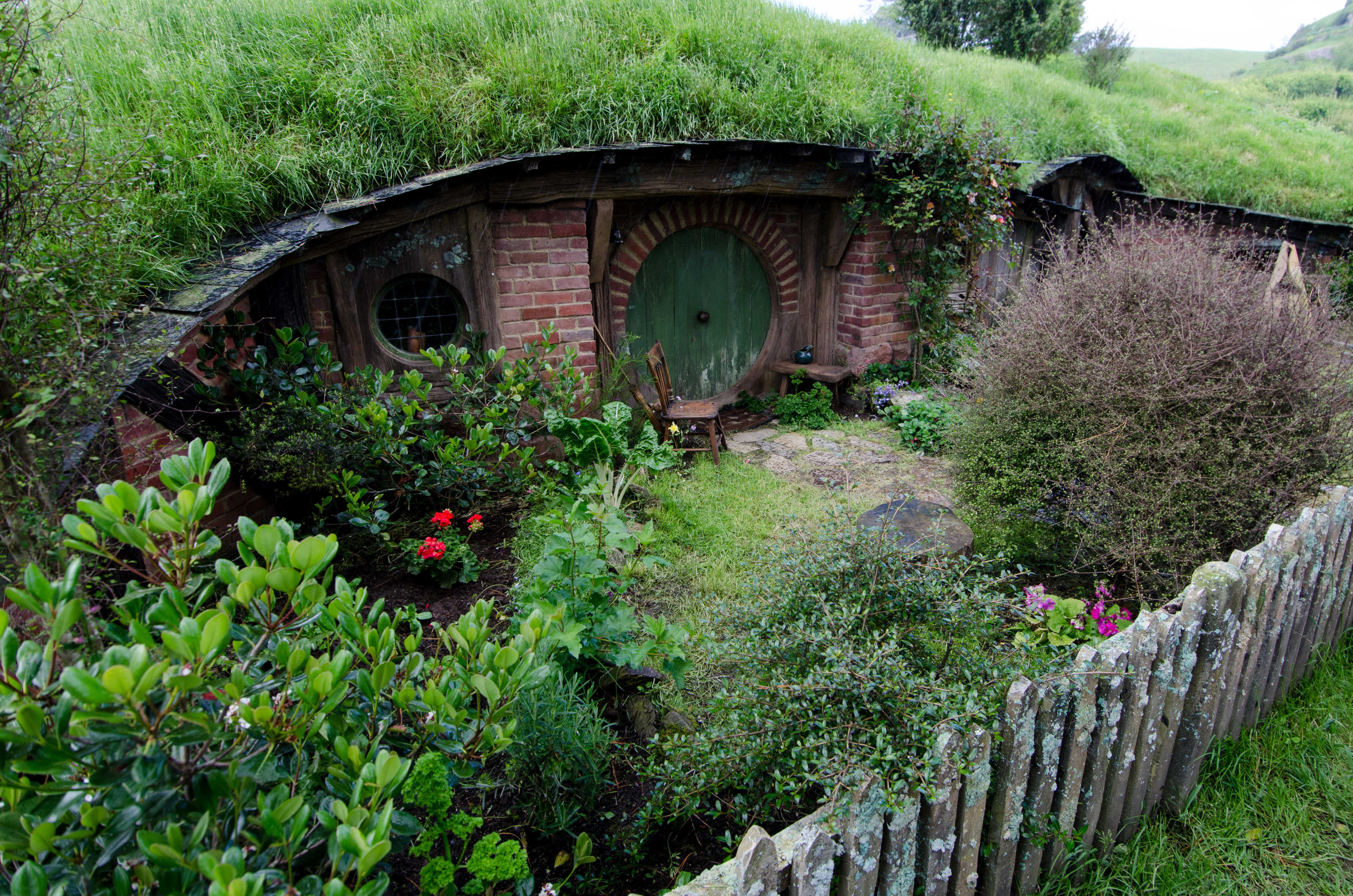
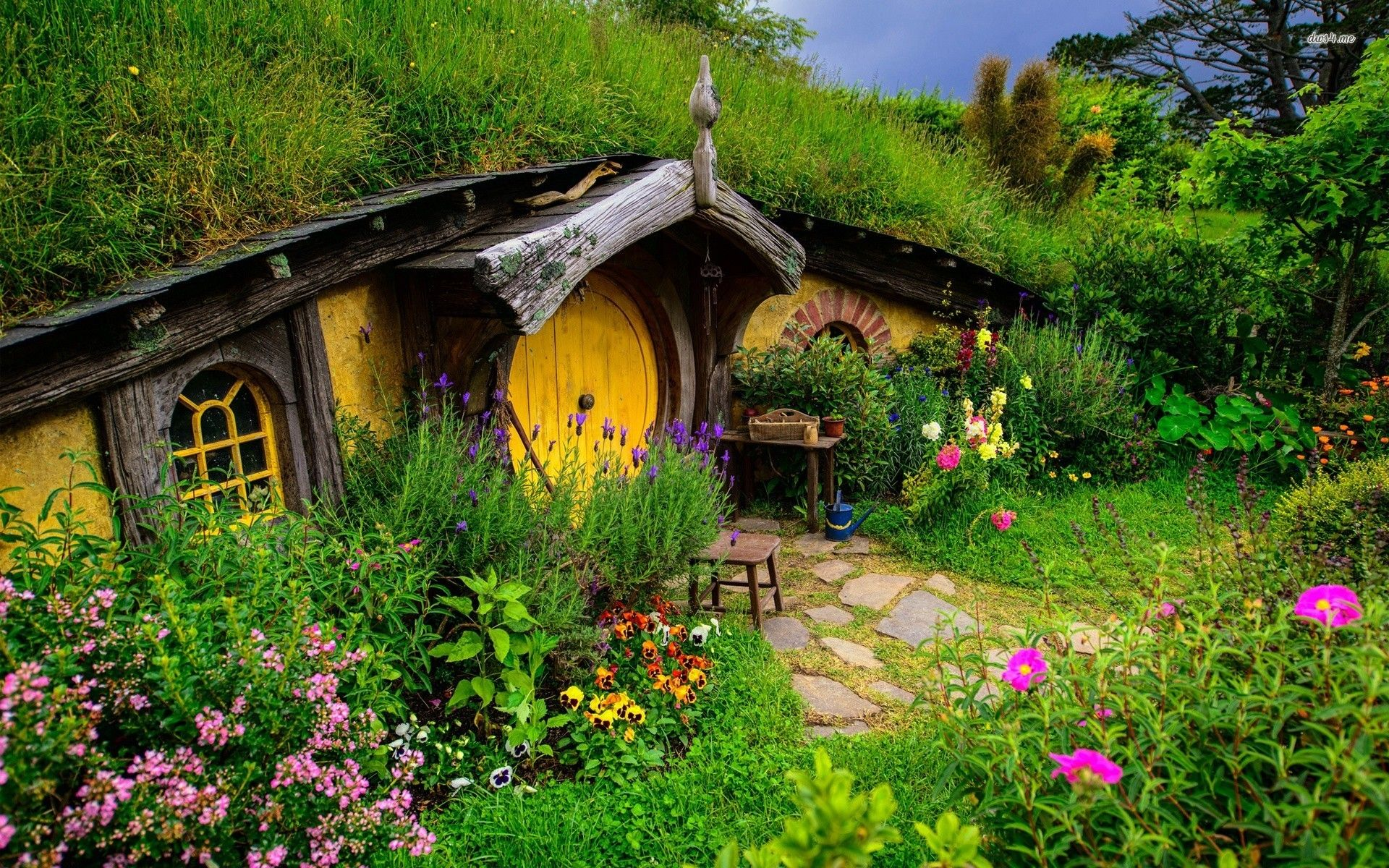

Il est de coutume ancestrale traditionnelle chez les Hobbits, de vivre dans des trous de Hobbit (Hobbit Hole, en anglais) ou huttes-cabanes semi-enterrées, creusées généralement à flanc de colline dans la terre et la roche, ou parfois dans des cottages-chaumières de style maison à colombages à pan de bois, dans des décors de terrain paysagé, avec jardin à l'anglaise, et jardin potager. Les maisons Hobbit (smials) sont traditionnellement longues, et basses, avec des niveaux de confort intérieur boisé cosy, des plus primaires, modestes, et rudimentaires, aux plus luxueux et chaleureux.  

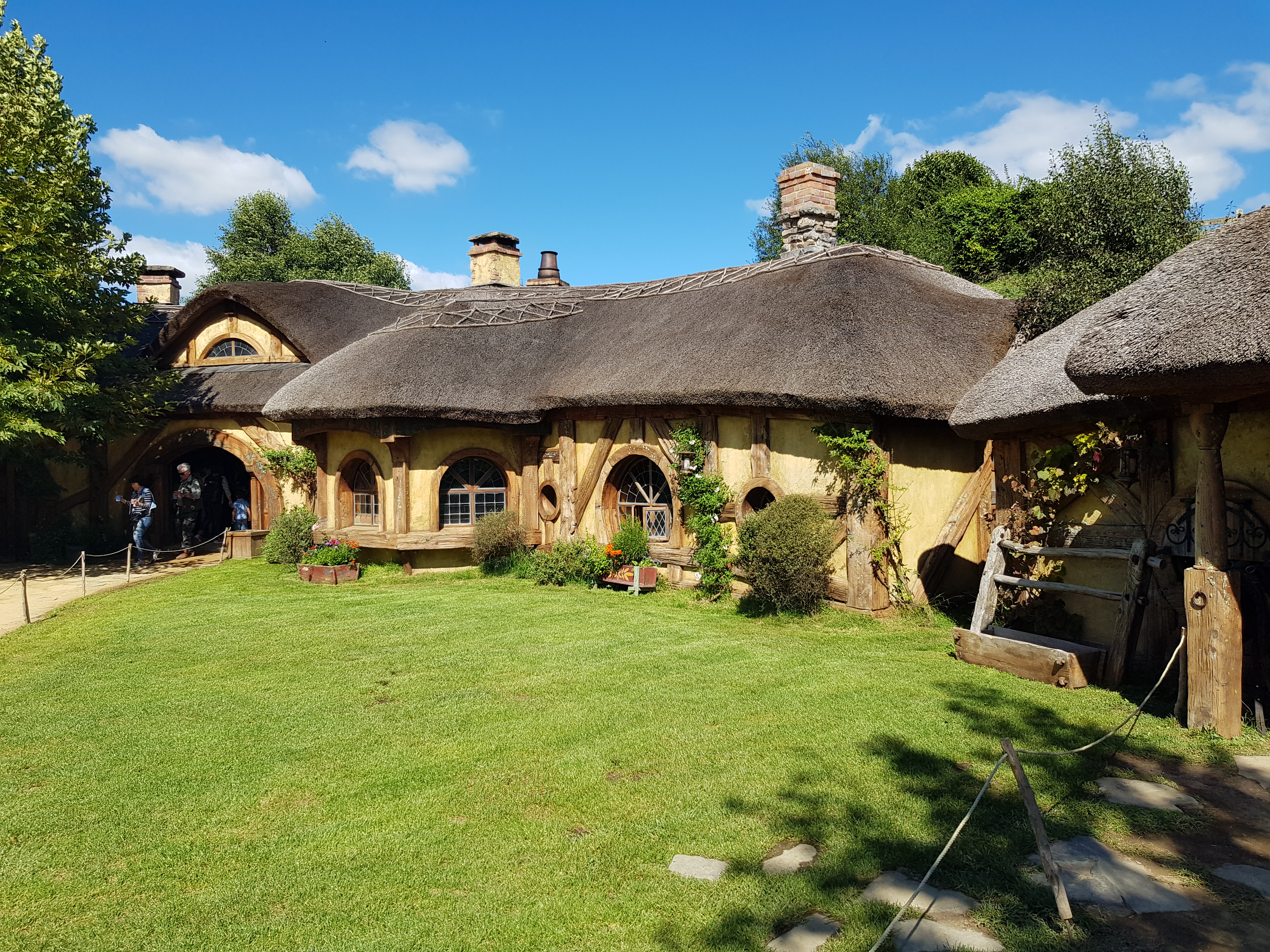
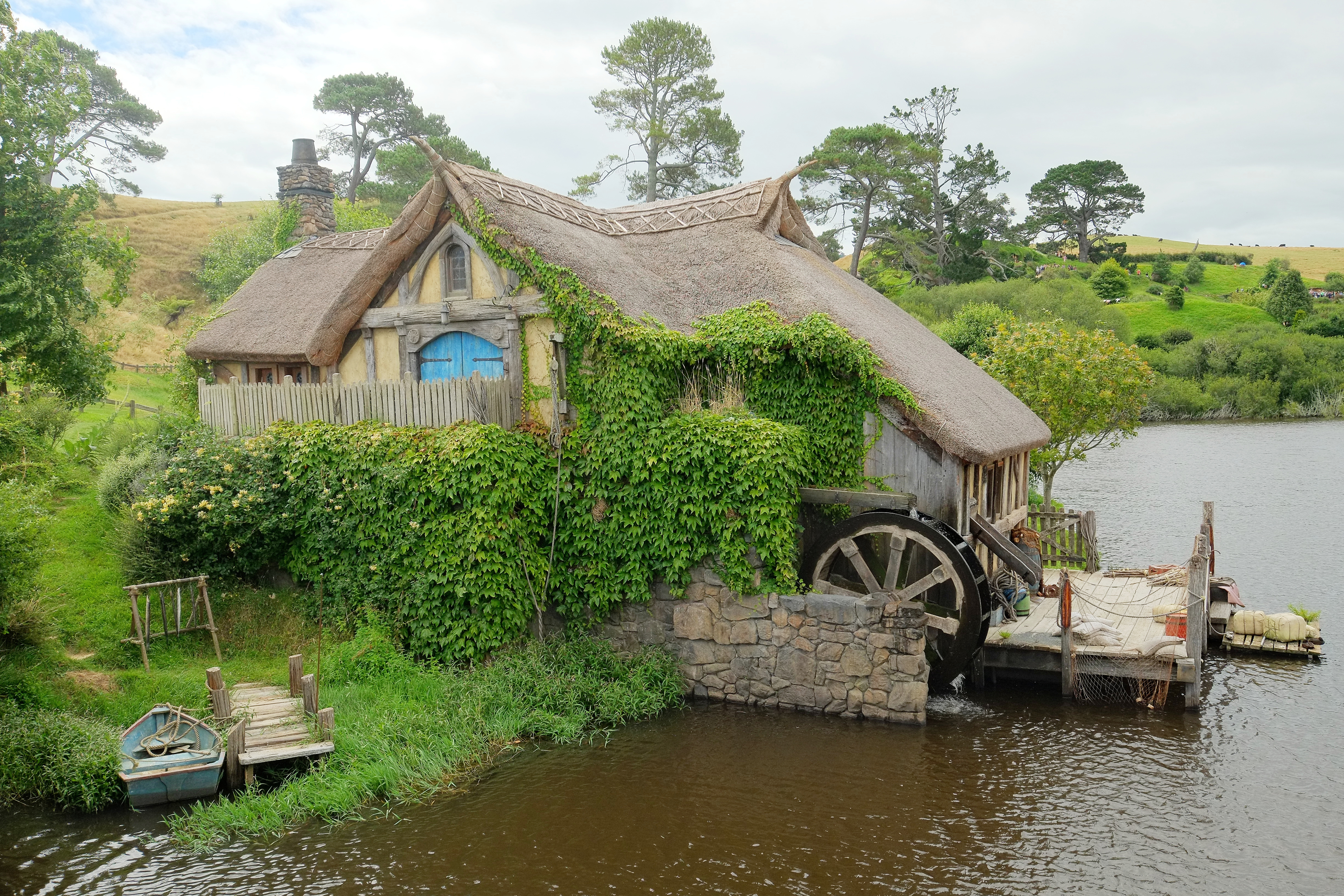
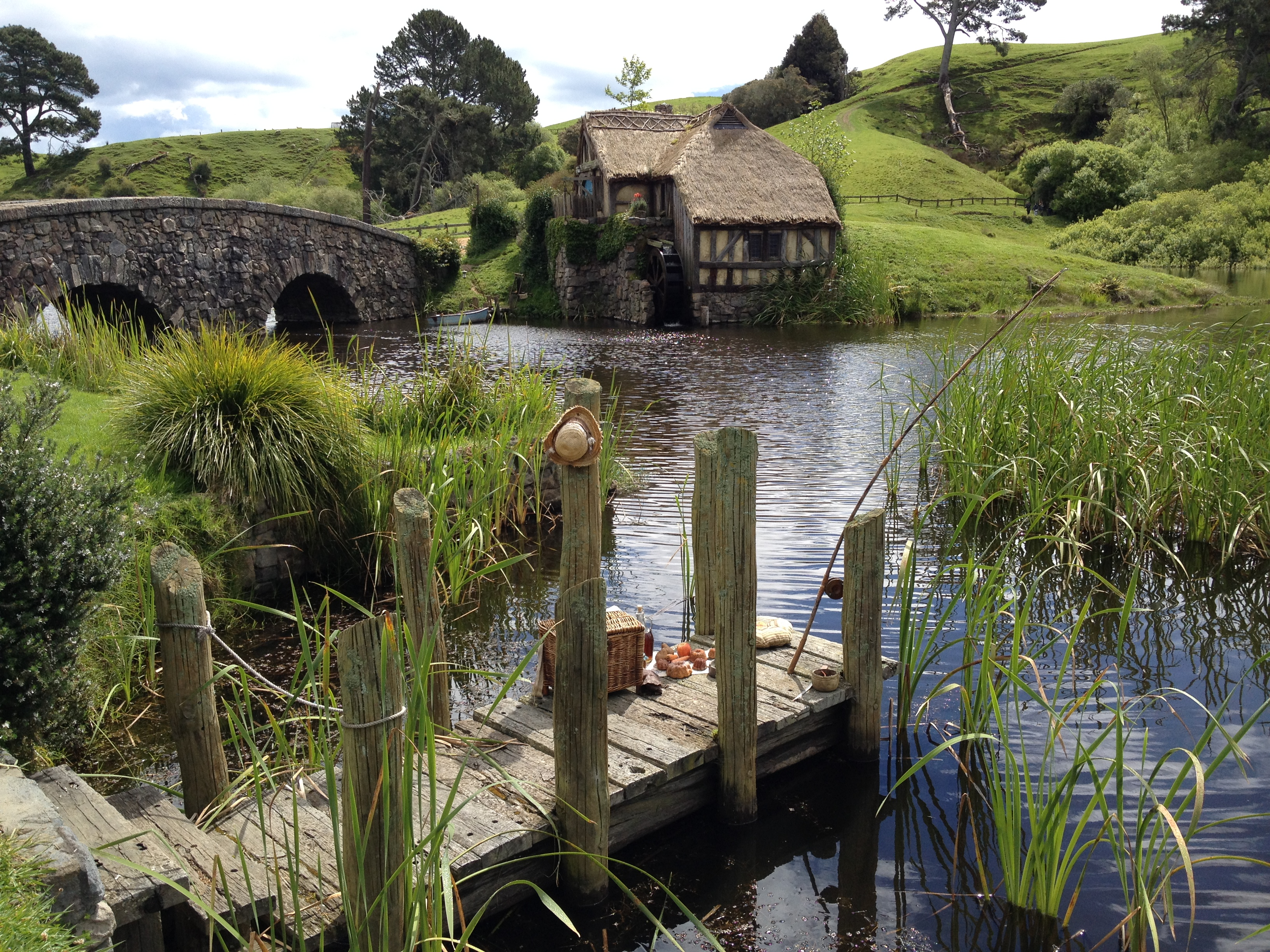
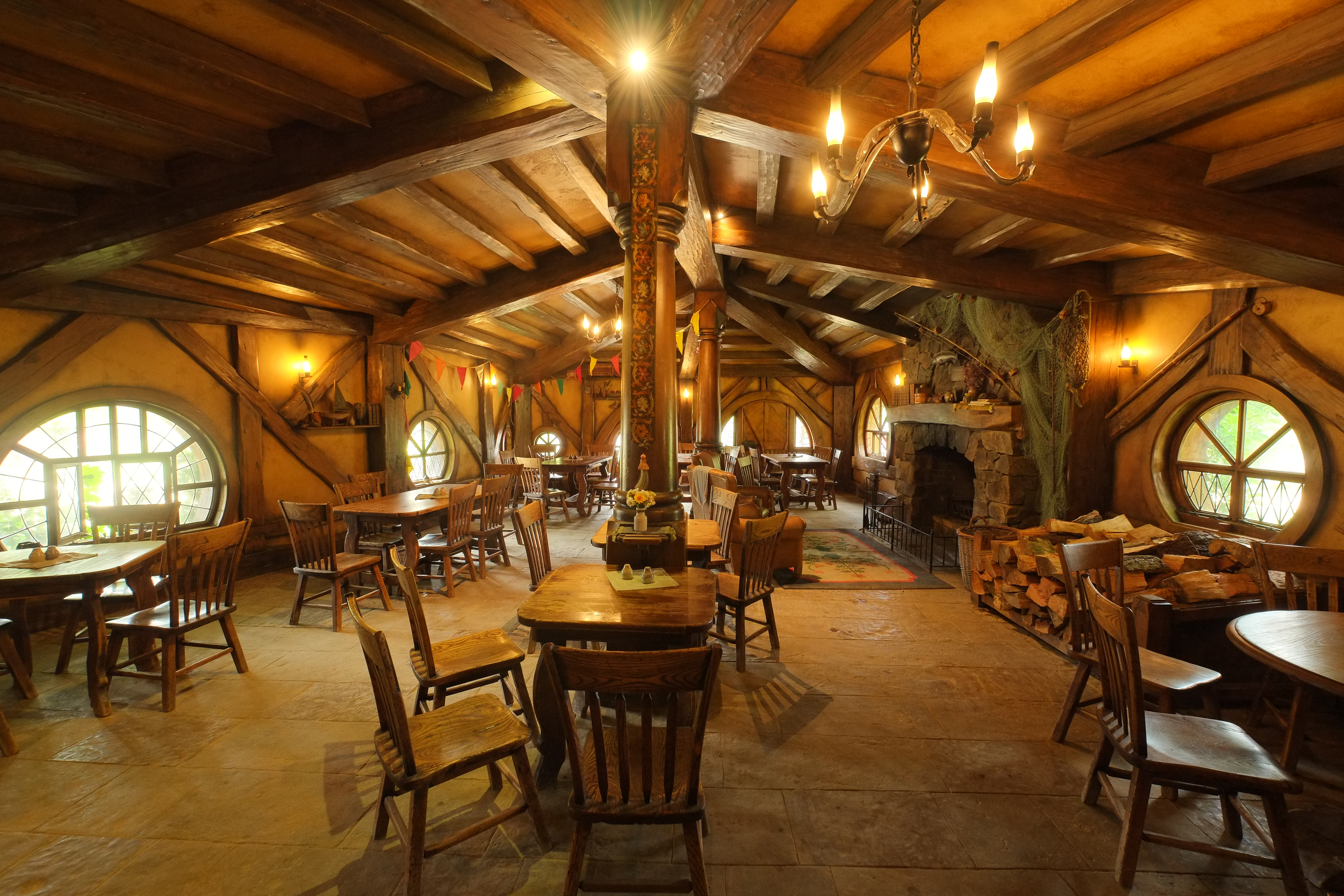

Elles sont construites en techniques et matériaux de construction rudimentaires : pierre, brique, bois, terre, avec jeux de charpente, fer forgé, cheminée, fenêtres et portes généralement rondes caractéristiques, avec mur végétalisé, toiture végétale, ou toit de chaume, d’herbe sèche, de paille, ou de tourbe.

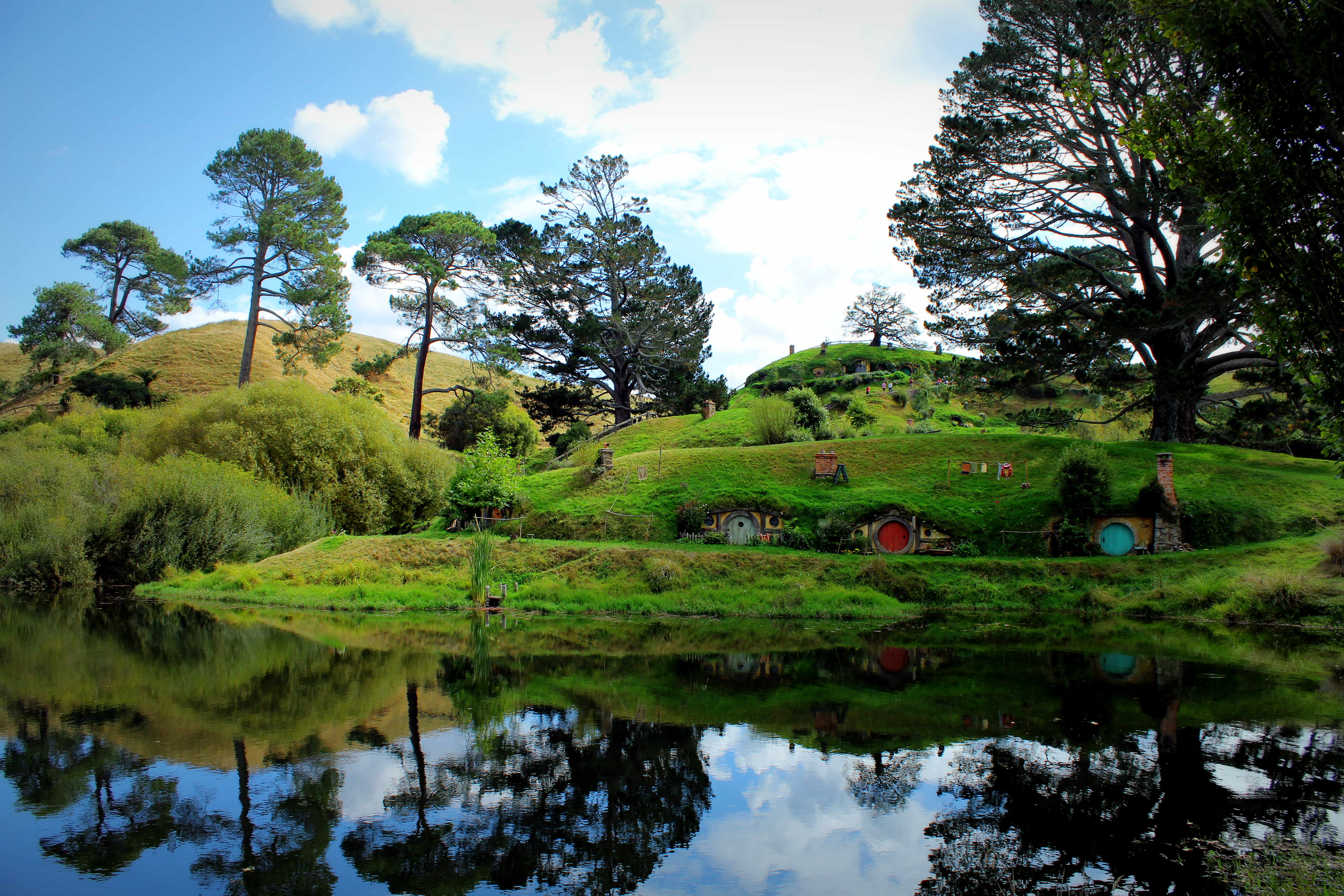
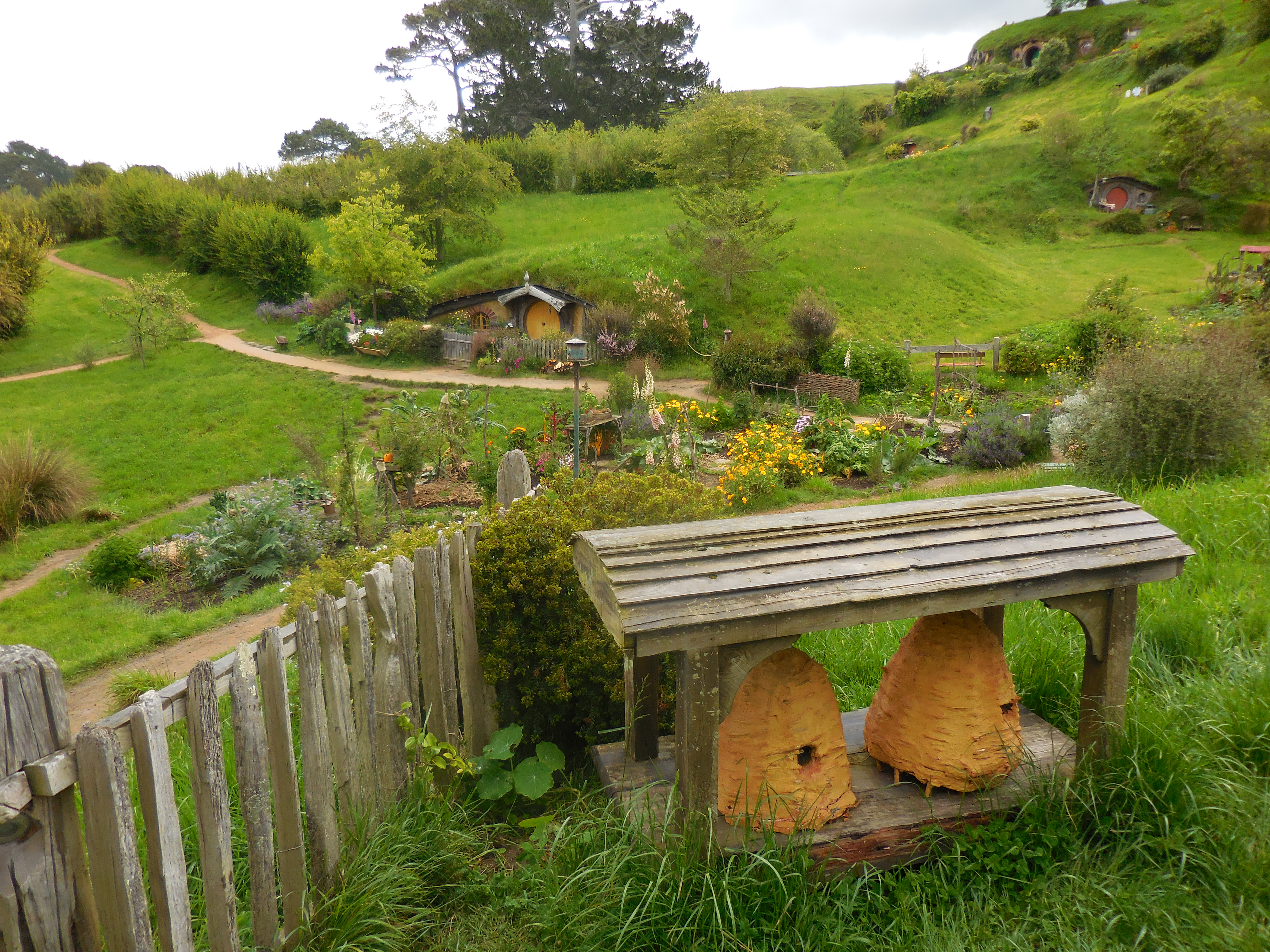
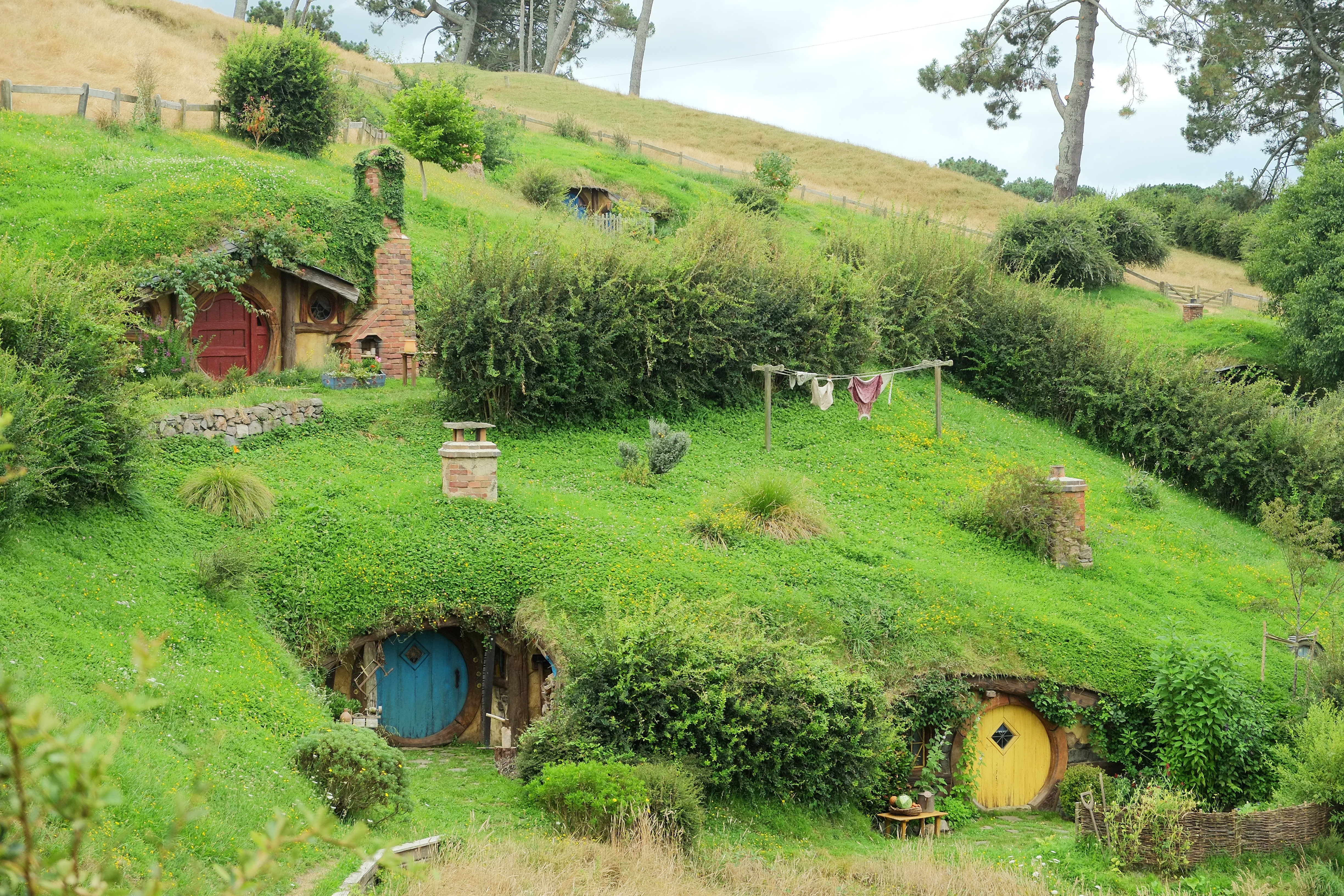
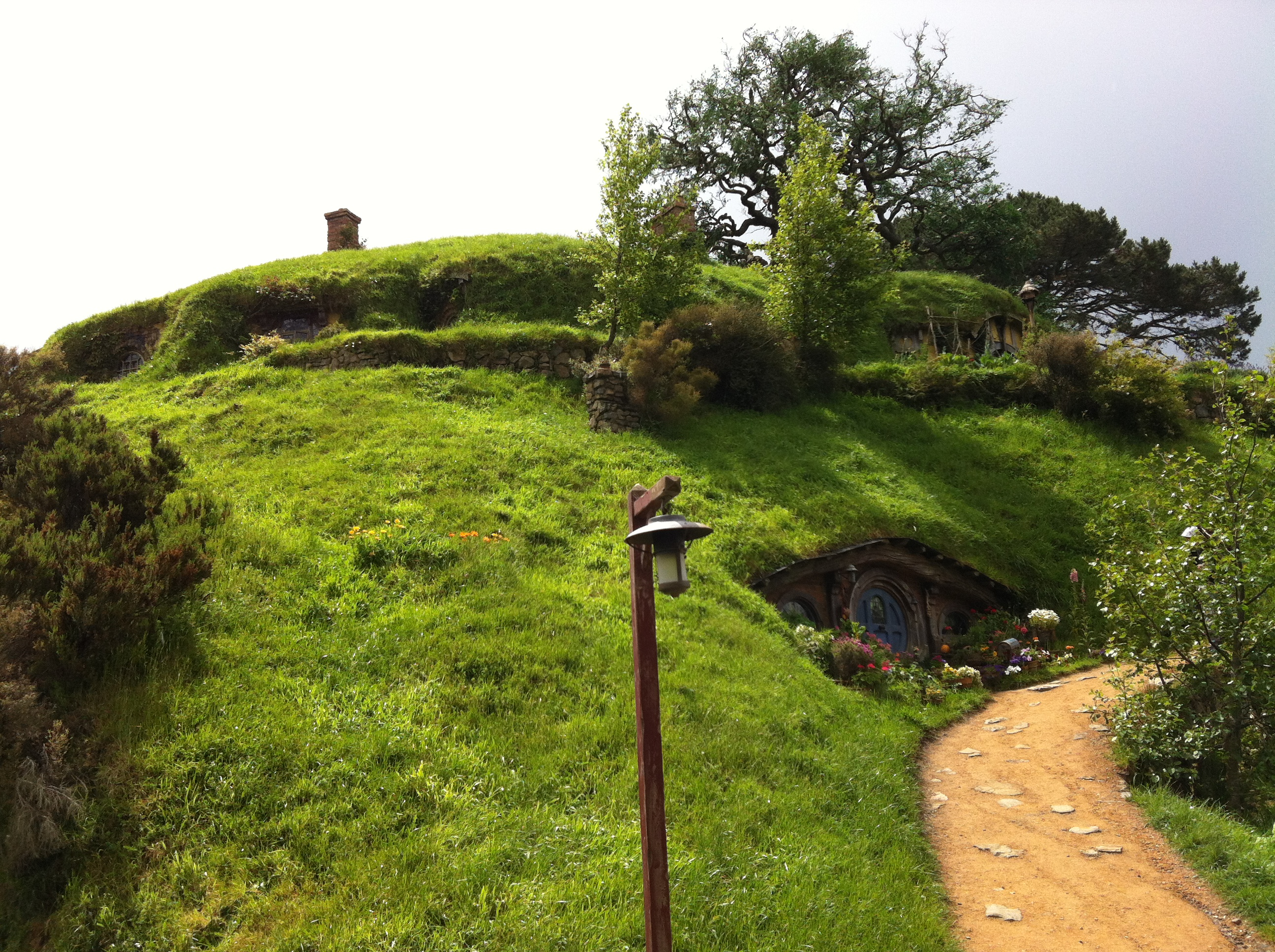
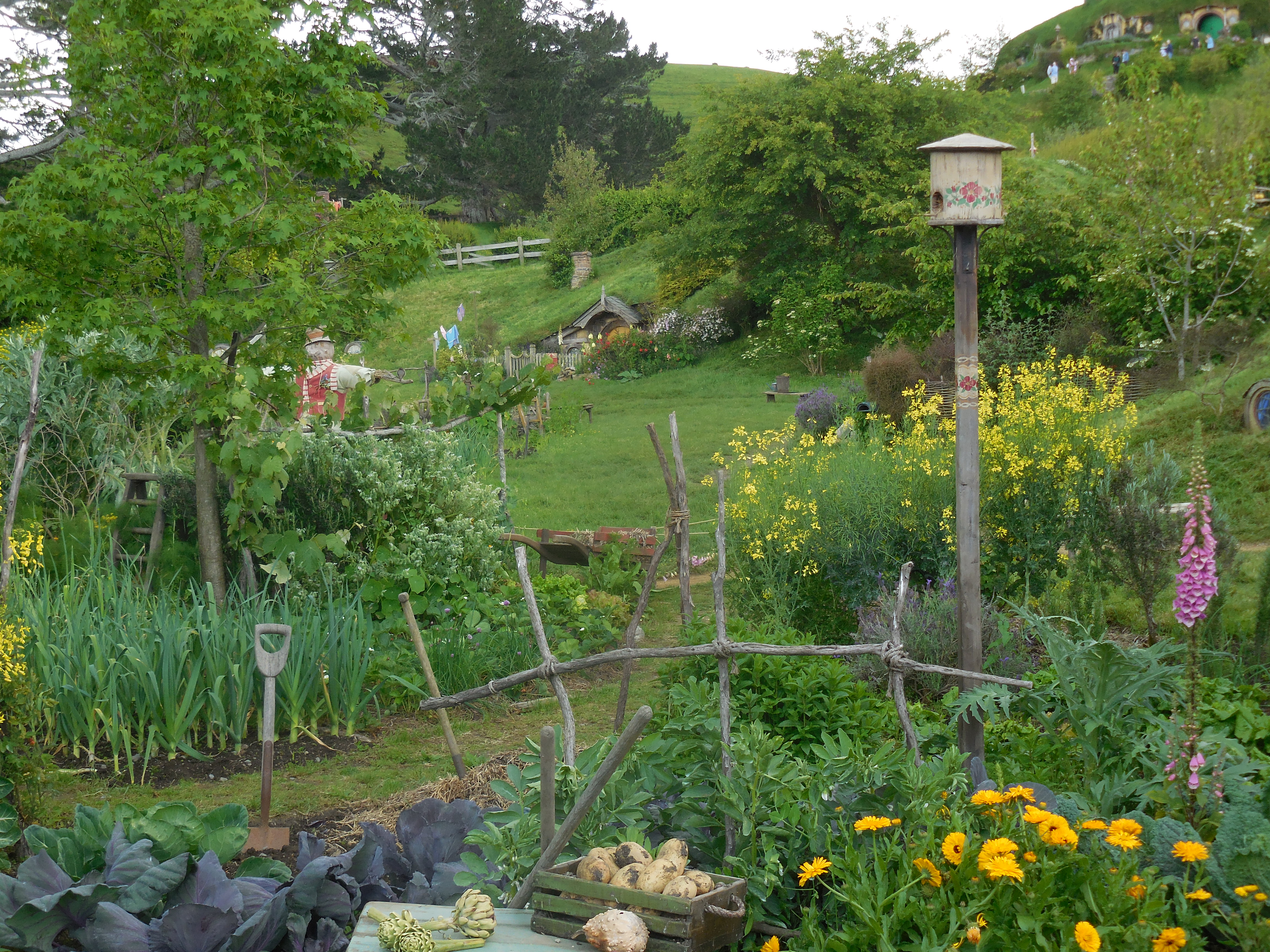

## Architecture et tourisme

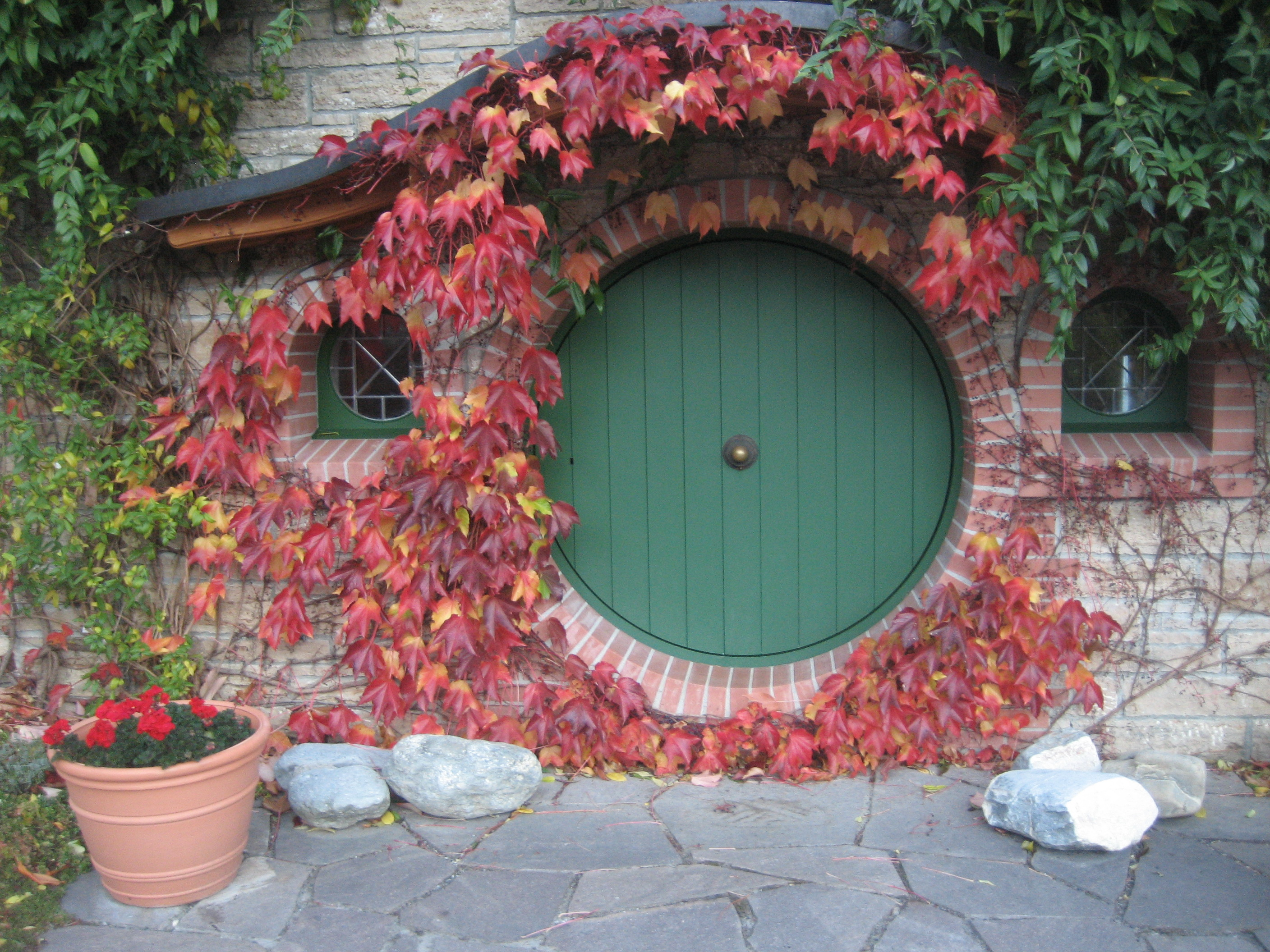
Maison Hobbit du Musée Greisinger

- Quelques architectes sont inspirés entre autres de ce style de construction, dont Peter Vetsch, et Mike Reynolds...
- De nombreux gites d'éco-hébergement dans le monde, proposent des reconstitutions de maisons de Hobbit pour des locations de séjours touristiques[4].
- Hobbiteville[5] de Matamata (Nouvelle-Zélande) : visite des décors de cinéma des années 2000 du tournage du Seigneur des anneaux (série de films) de Peter Jackson[6]
- Musée Greisinger